# Дюла Юхас (поет)
Дюла Юхас (4 април 1883, Сегед – 6 април 1937, Сегед) e един от най-значимите унгарски поети от първата половина на ХХ век.

## Биография
Между 1893 г. и 1902 г. е ученик в Пиаристката гимназия в Сегед. На 21 май 1899 г. са публикувани първите му стихотворения в ежедневника „Сегеди напло“, а през август същата година публикува стихотворението си „Овидий“ в списание „Будапещи напло“. През 1905 г. се запознава с Ендре Ади, който оказва голямо влияние върху него.
На 17 август 1907 г. Дюла Юхас публикува първата си донесла му журналистически успех уводна статия във вестник „Сегед еш видеке“ – „Оглед на труп“. През есента на 1907 г. започва да преподава в Пиаристиска гимназия в Лева.
През 1914 г. се прострелва в гърдите в Националния хотел в Пеща. На 8 януари 1917 г. претърпява нервна криза и се лекува в клиника „Моравчик“ в Будапеща. На 9 април официално е обявен за психично болен. През 1915 г. публикува втората си стихосбирка, озаглавена „Уй вершек“ („Нови стихотворения“).
На 22 ноември 1918 г. става член на сегедския Национален съвет. Заместник-председател, а след това съпредседател на Радикалната партия, водещ публицист на ежедневника „Южна Унгария“.
На 18 януари 1929 г. е един от първите, отличен с наградата „Баумгартен“ (която получава и през 1930 г. и 1931 г.), но успехът го парализира и прекарва голяма част от годината в санаториума „Шварцер“ в Буда. Самотата и изолацията засилват душевните му проблеми и накрая, през 1937 г., се отравя с веронал.
Трагичното му заболяване и песимистичното му настроение оставят отпечатък върху стиховете му още от самото начало. Меланхолията и мъката се превръщат в основен тон в неговата лирика.
|  | Тази страница частично или изцяло представлява превод на страницата Gyula Juhász (poet) в Уикипедия на унгарски. Оригиналният текст, както и този превод, са защитени от Лиценза „Криейтив Комънс – Признание – Споделяне на споделеното“, а за съдържание, създадено преди юни 2009 година – от Лиценза за свободна документация на ГНУ. Прегледайте историята на редакциите на оригиналната страница, както и на преводната страница, за да видите списъка на съавторите. ВАЖНО: Този шаблон се отнася единствено до авторските права върху съдържанието на статията. Добавянето му не отменя изискването да се посочват конкретни източници на твърденията, които да бъдат благонадеждни. |